# Résolution 989 du Conseil de sécurité des Nations unies
Membres permanents
- Chine
- États-Unis
- France
- Royaume-Uni
- Russie

Membres non permanents
- Allemagne
- Argentine
- Botswana
- Honduras
- Indonésie
- Italie
- Nigéria
- Oman
- République tchèque
- Rwanda

Résolution no 988 Résolution no 990
La résolution 989 du Conseil de sécurité des Nations Unies, adoptée à l'unanimité le 24 avril 1995, après avoir rappelé la résolution 955 (1994), a dressé la liste des nominations des juges du Tribunal pénal international pour le Rwanda. 
La liste des candidatures était la suivante :
- Lennart Aspegren (Suède)
- Kevin Haugh (Irlande)
- Laïty Kama (Sénégal)
- T. H. Khan (Bangladesh)
- Wamulungwe Mainga (Zambie)
- Yakov A. Ostrovsky (Russie)
- Navanethem Pillay (Afrique du Sud)
- Edilbert Razafindralambo (Madagascar)
- William H. Sekule (Tanzanię)
- Anne Marie Stoltz (Norvège)
- Jiri Toman (République tchèque/Suisse)
- Lloyd G. Williams (Jamaïque/Saint-Christophe-et-Névès)

## Voir également
- Guerre civile rwandaise
- Génocide des Tutsis au Rwanda